# Jam (bài hát)
"Jam" là một bài hát của nghệ sĩ thu âm người Mỹ Michael Jackson nằm trong album phòng thu thứ tám của ông, Dangerous (1991). Nó được phát hành vào ngày 13 tháng 7 năm 1992 bởi Epic Records như là đĩa đơn thứ tư trích từ album. Năm 2006, bài hát được tái bản lại vào năm 2006 như là một phần của tuyển tập đĩa đơn Visionary: The Video Singles cũng như được phối lại cho album phối lại Immortal (2011) trong chuyến lưu diễn cùng tên của Cirque du Soleil.
"Jam" là tập hợp của nhiều thể loại khác nhau như funk, new jack swing và pop, với sự tham gia góp giọng rap của Heavy D (thành viên nhóm nhạc Heavy D & the Boyz). Video ca nhạc của nó được ghi hình tại một sân bóng rổ, với sự tham gia diễn xuất của huyền thoại NBA Michael Jordan (một "MJ" khác). Mặc dù nhận được sự quảng bá mạnh mẽ, "Jam" chỉ có thể vươn đến vị trí thứ 26 trên bảng xếp hạng Billboard Hot 100, bên cạnh việc đứng đầu tại Tây Ban Nha, và lọt vào top 10 tại Pháp, Ireland và New Zealand. Năm 1993, nó nhận được hai đề cử giải Grammy cho Trình diễn giọng R&B nam xuất sắc nhất và Giải Grammy cho Bài hát R&B xuất sắc nhất, nhưng không thắng giải nào.

## Video ca nhạc
Video của "Jam" diễn ra tại một sân bóng rổ bị bỏ hoang, nơi Michael Jackson dạy huyền thoại bóng rổ Michael Jordan nhảy, và ngược lại, Jordan dạy Jackson chơi bóng rổ. Những hiệu ứng đặc biệt cũng xuất hiện dày đặc như ném bóng ra ngoài làm vỡ cửa sổ, cũng như Jackson ghi bàn bằng cách quay người lại và đá quả bóng vào rổ từ phía sau. Phiên bản mở rộng của video còn bao gồm hình ảnh Jackson dạy Jordan làm thế nào để thực hiện vũ đạo thương hiệu của ông moonwalk. Bộ đôi nhạc rap Kris Kross cũng góp vai khách mời, cũng như Heavy D (người thực hiện đoạn rap trên một cây cầu).
Đoạn video đã được đưa vào các ấn phẩm video của Jackson như Dangerous – The Short Films và Michael Jackson's Vision. Video được đạo diễn bởi David Kellogg.

## Trình diễn trực tiếp
Jackson đã trình diễn "Jam" như là ca khúc mở màn trong suốt chuyến lưu diễn Dangerous World Tour (1992-93), và tại Buổi hòa nhạc Hoàng gia Brunei (1996), cũng là lần cuối cùng bài hát được hát trực tiếp. Nó cũng được dự định sẽ xuất hiện trong chuỗi buổi hòa nhạc This Is It, với một phần giai điệu của Another Part of Me. Tuy nhiên, các chương trình đã bị hủy bỏ sau sự ra đi đột ngột của ông. Ngoài ra, trong show giữa hiệp tại Super Bowl năm 1993, "Jam" cũng là bài đầu tiên trong liên khúc mở màn bao gồm "Jam", "Billie Jean" và "Black or White".

## Danh sách bài hát
| Đĩa CD tại Mỹ (49K74334) 1. "Jam" (Roger's Jeep Radio Mix) – 3:57 2. "Jam" (Silky 7" Mix) - 4:17 3. "Jam" (Roger's Club Mix) – 6:20 4. "Jam" (Atlanta Techno Mix) – 6:06 5. "Rock with You" (Masters at Work Remix) – 5:29 Đĩa CD quảng cáo tại Mỹ (ESK6754) 1. "Jam" (Roger's Jeep Radio Mix) – 3:57 2. "Jam" (Teddy's Jam) - 5:48 3. "Jam" (bản 7") - 4:10 4. "Jam" (MJ's Raw Mix) – 4:24 5. "Jam" (Teddy's 12" Mix) - 5:42 6. "Jam" (Roger's Jeep Mix) – 5:54 7. "Jam" (Acapella) – 5:39 | Đĩa đơn quảng cáo VHS (ESK8880) 1. "Jam" (video) - 8:00 Đĩa CD tại Vương quốc Anh (6583602) 1. "Jam" (bản 7") – 4:10 2. "Jam" (Roger's Jeep Mix) – 5:54 3. "Jam" (Atlanta Techno Dub) – 6:06 4. "Wanna Be Startin' Somethin'" (Brothers in Rhythm House Mix) – 7:40 Đĩa đơn DualDisc năm 2006(ESK4583) - CD 1. "Jam" (bản 7") - 4:10 2. "Jam" (Silky 12" Mix) - 6:28 - DVD 1. "Jam" (video) - 8:00 |

## Xếp hạng
| Bảng xếp hạng (1992)                     | Vị trí cao nhất |
| ---------------------------------------- | --------------- |
| Úc (ARIA)                                | 11              |
| Áo (Ö3 Austria Top 40)                   | 28              |
| Bỉ (Ultratop 50 Flanders)                | 10              |
| Canada (RPM)                             | 29              |
| Canada Dance/Urban (RPM)                 | 3               |
| Pháp (SNEP)                              | 8               |
| Đức (Official German Charts)             | 18              |
| Ireland (IRMA)                           | 5               |
| Ý (Musica e dischi)                      | 7               |
| Hà Lan (Dutch Top 40)                    | 9               |
| Hà Lan (Single Top 100)                  | 12              |
| New Zealand (Recorded Music NZ)          | 2               |
| Thụy Điển (Sverigetopplistan)            | 30              |
| Thụy Sĩ (Schweizer Hitparade)            | 22              |
| Anh Quốc (OCC)                           | 12              |
| Hoa Kỳ Billboard Hot 100                 | 26              |
| Hoa Kỳ Dance Club Songs (Billboard)      | 4               |
| Hoa Kỳ Hot R&B/Hip-Hop Songs (Billboard) | 3               |
| Bảng xếp hạng (2006)                     | Vị trí cao nhất |
| Tây Ban Nha (PROMUSICAE)                 | 1               |

| Bảng xếp hạng (1992)                 | Vị trí |
| ------------------------------------ | ------ |
| Australia (ARIA)                     | 77     |
| Germany (Official German Charts)     | 104    |
| Italy (Hit Parade)                   | 55     |
| Netherlands (Dutch Top 40)           | 126    |
| US Hot R&B/Hip-Hop Songs (Billboard) | 85     |

## Lịch sử phát hành
| Nước    | Ngày                |
| ------- | ------------------- |
| Mỹ      | 13 tháng 7 năm 1992 |
| Châu Âu | 27 tháng 9 năm 1992 |